# RC Malines (basket-ball)
 (août 2025).
Si vous disposez d'ouvrages ou d'articles de référence ou si vous connaissez des sites web de qualité traitant du thème abordé ici, merci de compléter l'article en donnant les références utiles à sa vérifiabilité et en les liant à la section « Notes et références ».
Maillots
Le RC Malines est un ancien club belge de basket-ball qui était basé dans la ville de Malines.
Le club fondé dans les années 1940, disparut en 1995.
Au cours de son histoire, le club s'est imposé comme étant le plus importants de Belgique, remportant en tout 15 titres de champion de Belgique ainsi que 9 coupes de Belgique. Le club a joué 1003 matchs en Division 1 et a également passé 34 saisons consécutives en Division 1 (1961-1962 à 1994-1995). 26 campagnes européennes (221 matchs).

## Historique
La section de basket-ball du club de tennis RC Malines a été fondée par les frères Mariën et Jules Helas en 1940 sous le matricule 71[réf. nécessaire]. L’objectif était d’offrir aux joueurs de tennis une activité durant l’hiver.
La section s'est affilié ensuite à des clubs de tennis bruxellois, avant de s’inscrire officiellement à la fédération belge de basket-ball en 1949. 
L’équipe a accédé pour la première fois à la première division nationale belge en 1961, a remporté sa première Coupe de Belgique en 1964, puis le championnat en 1965.
Dès 1967, l'équipe s'est fait connaître sous le nom de « Racing Bell », du nom de son sponsor de l'époque. 
En 1972, Maes Pils a pris le relais, et le club a connu un essor fulgurant grâce aux moyens mis à sa disposition par Theo Maes, ce qui lui a permis d'atteindre le niveau international.
En 1973, le Malines s'est hissé en finale de la Coupe Korać, finalement battu par Cantù.
En 1988, Racing Malines a innové en adoptant un statut professionnel, ce qui lui a assuré une domination nationale.
Au printemps 1994, après 33 saisons en première division, le club détenait quinze titres nationaux et neuf Coupes de Belgique.
Il s'est illustré aussi sur la scène européenne avec trois participations au Final 16 de la Coupe d'Europe des clubs champions.
Lors de la saisons 1993-1994, le Racing s’est illustré dans cette même compétition en battant à domicile le champion en titre de Limoges (73-64), le 15 décembre 1993, grâce aux performances d’Eric Struelens (29 points) et Bill Varner (24 points).
La saison 1994-1995 a marqué la fin d'une ère : le club fêtait son 1000e match en première division, qui s'était avéré être son dernier, face au Sobabee, l'équipe avec laquelle le Racing Malines allait fusionner, pour créer le Racing Basket Anvers.

## Palmarès
Championnat de Belgique (15)
- Champion : 1965, 1966, 1967, 1969, 1974, 1975, 1976, 1980, 1987, 1989, 1990, 1991, 1992, 1993, 1994

Coupe de Belgique (9)
- Vainqueur : 1964, 1965, 1970, 1971, 1986, 1987, 1990, 1993, 1994

Coupe Korać
- Finaliste : 1973

## Joueurs marquants
- William Drozdiak
- Bill Varner
- Rik Samaey
- Éric Struelens (1988–1995)
- Jacques Stas
- Ronny Bayer (1985-1990)
- Rick Raivio